# José Joaquín Ripoll
José Joaquín Ripoll Serrano (Alicante, 17 de mayo de 1957) es un político español del Partido Popular. Presidente del Partido Popular de la provincia de Alicante entre 2004 y noviembre de 2011, fecha en la que dimite al verse implicado en las investigaciones del caso Brugal. Desde septiembre de 2011 hasta octubre de 2015 fue presidente de la Autoridad Portuaria de Alicante.

## Biografía
Natural de Alicante, está casado y tiene cuatro hijos. Es Licenciado en Arquitectura por la Universidad de Valencia.

## Carrera política
Se inicia en la política en 1979, en las filas de las Juventudes de Unión de Centro Democrático, donde llega a desempeñar el cargo de secretario del Comité Ejecutivo Provincial hasta 1982, fecha en la que pasa a integrarse en la Unión de Centro Democrático.
Posteriormente se afilió al Partido Popular siendo concejal en Alicante entre 1987 y 1991, y senador por su provincia. En 1991 fue elegido diputado en la Cortes Valencianas. En 1993 es elegido senador por la provincia de Alicante. 
En mayo de 1995 es elegido diputado autonómico por el Partido Popular a las Cortes Valencianas por la provincia de Alicante, cargo del que dimite, así como del de senador, por ser nombrado consejero de Administraciones Públicas. También es designado como Secretario de Gobierno y Portavoz del Consell. El 25 de marzo de 1996 es nombrado consejero de Presidencia. En 1999 vuelve a ser elegido diputado autonómico a las Cortes Valencianas por la provincia de Alicante y es nombrado vicepresidente Segundo de la Generalidad Valenciana además de Secretario del Consell. Tras la marcha de Eduardo Zaplana al Gobierno Central, y el nombramiento como Presidente de la Generalidad Valenciana de José Luis Olivas, pasa a ser vicepresidente primero. 
El 14 de junio de 2003 es nombrado concejal por el Partido Popular en el Ayuntamiento de Alicante y el 14 de julio de 2003 toma posesión como Presidente de la Diputación Provincial de Alicante.
En el 2004 es elegido Secretario Regional del Partido Popular de la Comunidad Valenciana, y es nombrado por tercera vez consecutiva miembro de la Junta Directiva Nacional del Partido Popular.
Líder del sector zaplanista, el 19 de diciembre de 2004 se enfrentó a Francisco Camps por la dirección del Partido Popular en Alicante, obteniendo en el undécimo Congreso provincial del partido el apoyo del 82,73% de los compromisarios. 
El 14 de julio de 2007, renueva su mandato como Presidente de la Diputación Provincial de Alicante y el 14 de diciembre de 2008 fue reelegido como Presidente del Partido Popular de la provincia de Alicante, después de vencer por cinco votos a su contrincante afín a Camps, Manuel Pérez Fenoll.
En septiembre de 2011 es nombrado Presidente de la Autoridad Portuaria de Alicante.
El 23 de noviembre de 2011 dimite de su cargo como presidente provincial del PP de Alicante, a una semana de comparecer por segunda vez ante el juez del caso Brugal.

## Implicación en el Caso Brugal
El 6 de julio de 2010 fue detenido por la policía por presunta corrupción, dentro de la denominada "Operación Brugal", tras las investigaciones sobre una trama de corrupción en la comarca de la Vega Baja de Alicante vinculada con la contrata de basuras de esa comarca. La vivienda de Ripoll fue registrada en su presencia, así como el despacho de la Diputación Provincial. En la misma operación fueron detenidos tres concejales del Partido Popular de Orihuela (el concejal de Infraestructuras de Orihuela, Manuel Abadía; al de Medio Ambiente, Giner Sánchez, y el de Servicios, Antonio Rodríguez), y los empresarios Enrique Ortiz (accionista mayoritario del Hércules Club de Fútbol) y Ángel Fenoll.
Tras prestar declaración durante cinco horas, Ripoll fue puesto en libertad con cargos. Se informó erróneamente que sobre el mismo pesaba la imputación de varios delitos por parte de la Fiscalía Anticorrupción. Tras tomarle declaración, el juez Carlos Sanmartín del juzgado de Orihuela le imputó por los delitos de cohecho, fraude, tráfico de influencias, revelación de secretos y negociaciones prohibidas a funcionarios y decretó su libertad provisional sin fianza. El número de detenidos a lo largo del día 6 de julio fue de 11, siendo la mayoría de ellos puestos en libertad.
En septiembre de 2010, un informe policial, acompañado de diversas grabaciones telefónicas y fotografías, reveló que Ripoll supuestamente había recibido dos pisos, valorados entre 800.000 y un millón de euros, a cambio de la contrata de la planta de basuras del plan zonal de la Vega Baja del Segura como contraprestación por favores a Ángel Fenoll -titular del terreno donde se levantaría la planta- y el promotor Enrique Ortiz Selfa -una de cuyas empresas sería adjudicataria de la gestión de la planta-. Ripoll manifestó que no estaba probado lo que el informe decía, y que no tenía las casas que se le atribuían. Admitió la amistad con Fenoll y Ortiz, así como con otros implicados, y que usó el yate de Ortiz en dos ocasiones para sendos viajes a Baleares en 2008 y 2009.